# Эредия, Алехандро
Алехандро Эредия (исп. Alejandro Heredia; 1788 — 12 ноября 1838) — аргентинский военный и политик, участник войны за независимость и в последующей гражданской войне в Аргентине. Он занимал посты губернатора и каудильо провинции Тукуман (1831—1838).

## Ранняя карьера
Алехандро Эредия родился в Сан-Мигель-де-Тукуман в 1788 году, в семье Хосе Паскуаля Эредия, мэра района Транкас, и Алехандры Акосты. Он получил образование в колледже Богоматери Лорето в Кордове . Он учился в Национальном университете Кордовы, получив степень доктора права. Будучи хорошо образованным человеком, он изучал классическую литературу, а затем преподавал латынь своему ученику Хуану Баутисте Альберди.
После Майской революции 1810 года, когда Буэнос-Айрес объявил независимость от Испании, Алехандро Эредия присоединился к Северной армии. Генерал Мануэль Бельграно отправил его с дипломатической миссией для переговоров с роялистским генералом Хосе Мануэлем де Гойенече. Будучи солдатом, он отличился в звании лейтенанта в битве при Тукумане (1812), затем сражался в битве при Сальте (1813) и битве при Сипе-Сипе (1815). Он достиг чина полковника в Северной армии и был среди лидеров исторического восстания Арекито (1820), когда группа армейских офицеров отказалась сражаться в гражданской войне против федералистов.
После этого события Эредия был отправлен в провинцию Сальта, чтобы находиться под командованием Мартина Мигеля де Гуэмеса, губернатора Сальты. В 1824 году он представлял Тукуман на Национальном конституционном конгрессе в Буэнос-Айресе, а в 1826 году представлял Сальту . На сессиях конгресса он был отмечен за свои федералистские взгляды.

## Губернатор Тукумана
В 1832 году, после поражения Грегорио Араоса де Ламадрида от Факундо Кироги, Алехандро Эредия был избран губернатором провинции Тукуман, и провинция присоединилась к Аргентинской Конфедерации, возникшей в результате Федерального пакта января 1831 года. Эредия стал преемником Хосе Фриаса. Согласно конституционному кодексу, ему были предоставлены чрезвычайные полномочия. Он положил конец различным злоупотреблениям, которые ввел Кирога.
В 1834 году, во время временного национального правительства Мануэля Висенте Масы, между Эредией и губернатором Сальты Пабло де Латорре вспыхнула гражданская война. Маса посоветовался с Хуаном Мануэлем де Росасом, затем отправил Факундо Кирогу, бывшего каудильо Ла-Риохи, в качестве посредника. Прежде чем Кирога смог завершить свою миссию, он узнал, что Латорре был побежден и убит. 23 января 1836 года генерал Франсиско Хавьер Лопес вторгся в провинцию Тукуман с войсками из Сальты. Эредия атаковал и разбил Лопеса на берегах Рио-Фамайя. Два дня спустя Хавьер Лопес был расстрелян.
28 января Алехандро Эредия заключил пакт с провинцией Катамарка, подписанный Наполеоном Бонети от Катамарки и Хуаном Баутистой Пасом от Тукумана. Теперь Эредия стал центральной фигурой на севере, передав губернаторство Сальты своему брату Фелипе Эредии. 18 апреля 1836 года Палата представителей Тукумана переизбрала Эредию губернатором. По словам Мануэля Борды Лизондо, он был самым культурным и прогрессивным из губернаторов Тукумана в 1810—1853 годах, и его правительство занимало самое высокое место среди всех его соседей. Он верил в возможность слияния федералистской и унитарианской партий в своей провинции, но это оказалось нереальным.

## Война с Боливией
В 1837 году правительство Хуана Мануэля де Росаса объявило войну Перуано-Боливийской конфедерации под командованием Андреса де Санта-Круса. В мае 1837 года Алехандро Эредия был назначен командующим операциями аргентинской армии. Росас был обеспокоен растущей мощью Конфедерации на севере, а также хотел сокрушить антифедералистских изгнанников в Боливии. Эредия начал вторжение в Боливию со своими собственными силами и подкреплениями, отправленными Росасом, но его армия была разбита в битве при Монтенегро.

## Смерть
Алехандро Эредия был убит 12 ноября 1838 года в местечке Лос-Лулес, в трех лигах от Сан-Мигель-де-Тукуман, когда ехал в карете с сыном в свой загородный дом. На него напала вооруженная группа во главе с командиром Габино Роблесом, Висенте Нейротом, Лусио Касасом и Грегорио Уриарте. Эредия был застрелен в голову из пистолета. Убийцы забрали карету и оставили тело Эредии, который все еще дышал, вместе с его сыном. Тело губернатора оставалось там два дня, в течение которых его изуродовали птицы.
Унитарист Марко Авельянеда, один из протеже Эредии, был среди заговорщиков. Он был доставлен на суд в Сан-Хосе-де-Метан в 1841 году. В своей неправдоподобной защите Авельянеда сказал, что нанял лошадей заговорщикам, не зная об их намерениях, и оказался на месте преступления случайно, так как он ехал в Лулес, чтобы навестить родственника, которого он не назвал. Он объяснил, что он отправился в Тукуман с убийцами, кричащими «тиран мертв!», потому что его заставили последовать за ними, и убийцы оказали на него давление, чтобы он присоединился к собранию Законодательного собрания той ночью, чтобы выбрать нового губернатора. Марко Авельянеда был осужден и приговорен к смертной казни как зачинщик и главный виновник смерти Эредии. Его голова была выставлена на пике на площади Тукуман.